# Kasaner Kloster (Rjasan)
Koordinaten: 54° 37′ 55″ N, 39° 45′ 48″ O

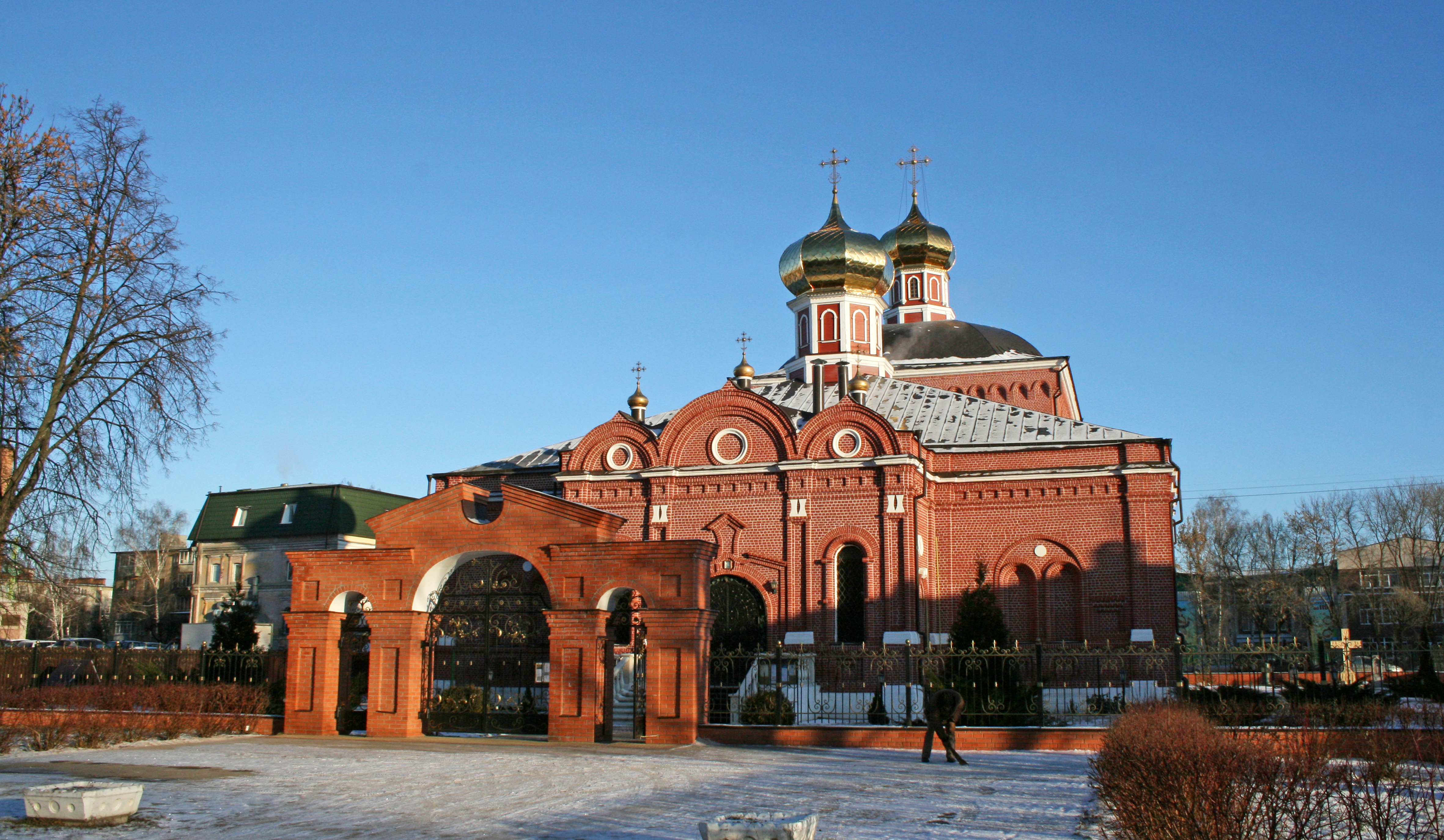
Das Frauenkloster in Rjasan, 30. Dezember 2015. Foto: Andrei Mironov

Das Kasaner Jawlenski-Kloster ist ein Frauenkloster der Diözese Rjasan und Michailow der russisch-orthodoxen Kirche in der russischen Stadt Rjasan.

## Geschichte

### Bis 1917
Es wurde im 16. Jahrhundert auf einem Hügel am Zusammenfluss von Lybed und Trubesch (auf dem Gebiet des Rjasaner Kremls) gegründet. Nach einer lokalen Legende wurde dort die wundertätige Ikone der Gottesmutter von Kasan enthüllt.
1786 wurde sie in die Kirche der Himmelfahrt in Rjasan verlegt, am Eingang der Stadt von der Wladimirer Landstraße „in Nowinki“ (heutige Satinnaja-Straße), wo sie sich bis heute befindet.
1861 wurden unter Äbtissin Jekatarina im Kloster eine Gemeinschaft und ein Krankenhaus eingerichtet, um alte und kranke Schwestern zu betreuen, die nicht mehr arbeiten konnten und Aufsicht brauchten.
Im Jahr 1863 wurde Eugenia (die Zweite) Äbtissin des Klosters, deren Bemühungen und Anstrengungen das Kloster zu neuem Glanz verhalfen. So wurde 1868 auf Kosten des Bankiers und Philanthropen Sergej Afanassjewitsch Schiwago im Nonnenkloster eine vierklassige Mädchenschule eröffnet. An der Stelle der baufälligen Himmelfahrtskirche wurde mit dem Geld des Moskauer Kaufmanns Nikanor Petrowitsch Suworow und anderer Wohltäter eine neue Kathedralkirche zu Ehren der Kasaner Ikone der Gottesmutter mit den Seitenschiffen des Priesters Märtyrer Haralampy und des Pfarrers Sergius von Radonesch errichtet. Am 16. August 1870 wurde die Kathedrale von Erzbischof Alexij (Rzhanizyn) eingeweiht. Im selben Jahr wurden auf dem Gelände des Klosters eine Klosterkirche zu Ehren der großen Märtyrerin Barbara von Nikomedien gebaut und ein Glockenturm über der Kirche errichtet.
Im Jahr 1872 erhielt das Kloster den Status eines Klosters erster Klasse. Zusätzlich zu diesen Kirchen gab es 40 separate Gebäude für verschiedene Zwecke, darunter eine Lesebibliothek, eine Bäckerei und eine Kerzenfabrik. In der Nähe des Nonnenklosters gab es einen Friedhof, auf dem nicht nur Nonnen, sondern auch berühmte Bürger begraben waren. Das Nonnenkloster war von einem Steinzaun mit zwei Toren – Ost und West – umgeben. Außerhalb des Klosters gab es eine Klosterherberge und einen 2,5 Hektar großen Garten. Im Jahr 1917 betrug die Zahl der Einwohner etwa 400.

### Schließung des Klosters
Nach den revolutionären Ereignissen von 1917 begann die Verwüstung des Klosters, das schließlich 1919 aufgelöst wurde: Die Nonnen wurden vertrieben, alle Wertgegenstände beschlagnahmt, und das Gelände des Klosters mit seinem hohen Steinzaun war für die Bolschewiki ideal geeignet, um die ersten Opfer der Revolution zu inhaftieren und ein Konzentrationslager für Zwangsarbeiter einzurichten. Ein Teil der Gebäude des ehemaligen Klosters wurde für die Wohnungen des Lagerkommandanten und seines Personals genutzt, während ein anderer Teil von bewaffneten Wachen bewohnt wurde.
Am 20. Februar 1923 wurde das Zwangsarbeitslager der Provinz Rjasan aufgelöst, woraufhin in der Kasaner Kathedrale ein Klub der Roten Armee eingerichtet wurde; die Wände der Kirche wurden mit revolutionären Bildern tapeziert. Später wurde in den Mauern des Klosters eine Kolonie für obdachlose Kinder untergebracht und eine Näherei für Militäruniformen eingerichtet. Die meisten Mauern und Türme des Klosters wurden auf Anordnung der Behörden „für die Bedürfnisse des städtischen Bauernhofs“ abgerissen (nur der Turm und ein Fragment der Klostermauer an der Ecke der Satinnaja- und der Wosnesenskaja-Straße blieben erhalten), einige Räumlichkeiten des Klosters, darunter die Torkirche mit dem Glockenturm, wurden in Wohnungen umgewandelt (einige von ihnen wurden später umgebaut und privatisiert), andere wurden aufgegeben. Die Nekropole des Klosters, in der viele prominente Rjasaner Bürger begraben sind, insbesondere der Nachfahre des Wojwoden der Miliz von Kusma Minin und Dmitri Michailowitsch Poscharski, Graf Michail Dmitrijewitsch Buturlin, der Rjasaner Gouverneur Pawel Sergejewitsch Koschin und der Kunstmäzen S. A. Schiwago, wurde fast vollständig zerstört. Im Jahr 1924 wurde das Provinzarchiv (später Provinzarchiv) in der Kasaner Kathedrale untergebracht.

### Neue Märtyrerinnen Jewdokia und Olga
Zu den Nonnen des Klosters gehörten 10 bzw. 12 Jahre lang die Novizinnen Jewdokia (Jewdokia Sergejewna Archipowa) und Olga (Olga Georgijewna Schilzowa). Nach der Zerstörung des Klosters zogen Jewdokia und Olga in ihr Heimatdorf Goretowo im Kreis Luchowitsk im Gouvernement Rjasan, wo sie weiterhin zu Gott beteten. Jewdokia wurde zur Vorsteherin der Freitags-Kirche im Dorf gewählt.
Im Februar 1938 wurden die Nonnen aufgrund der Denunziation eines Anwohners über ein bestimmtes „konspiratives Treffen“ und aufgrund anderer falscher Zeugenaussagen verhaftet. Am 8. März 1938 verurteilte die Troika (NKWD) Jewdokia und Olga zur Hinrichtung, die am 14. März 1938 im Butowo-Poligon vollstreckt wurde, wobei die Leichen in einem unbekannten Massengrab verscharrt wurden.
Jewdokia Sergejewna Archipowa und Olga Georgijewna Schilzowa wurden am 27. Juli 1958 vom Moskauer Landgericht rehabilitiert. Auf Beschluss des Heiligen Synods der Russisch-Orthodoxen Kirche vom 30. Juli 2003 wurden die Novizinnen Jewdokia und Olga in die Synaxis der neuen Märtyrer und Bekenner Russlands des 20. Jahrhunderts aufgenommen. Die Kirche gedenkt ihrer am 14. März und am 4. Samstag nach Ostern, am Fest der Synaxis der neuen Märtyrer von Butowo.

### Wiederbelebung des Klosters
Am 16. Dezember 2005 wurde das Gebäude der Kasaner Kathedrale des Klosters in Rjasan an die Diözese Rjasan übergeben. Am 4. November 2006 fand der erste Gebetsgottesdienst in der Kasaner Kathedrale vor der Ikone der Gottesmutter von Kasan statt.

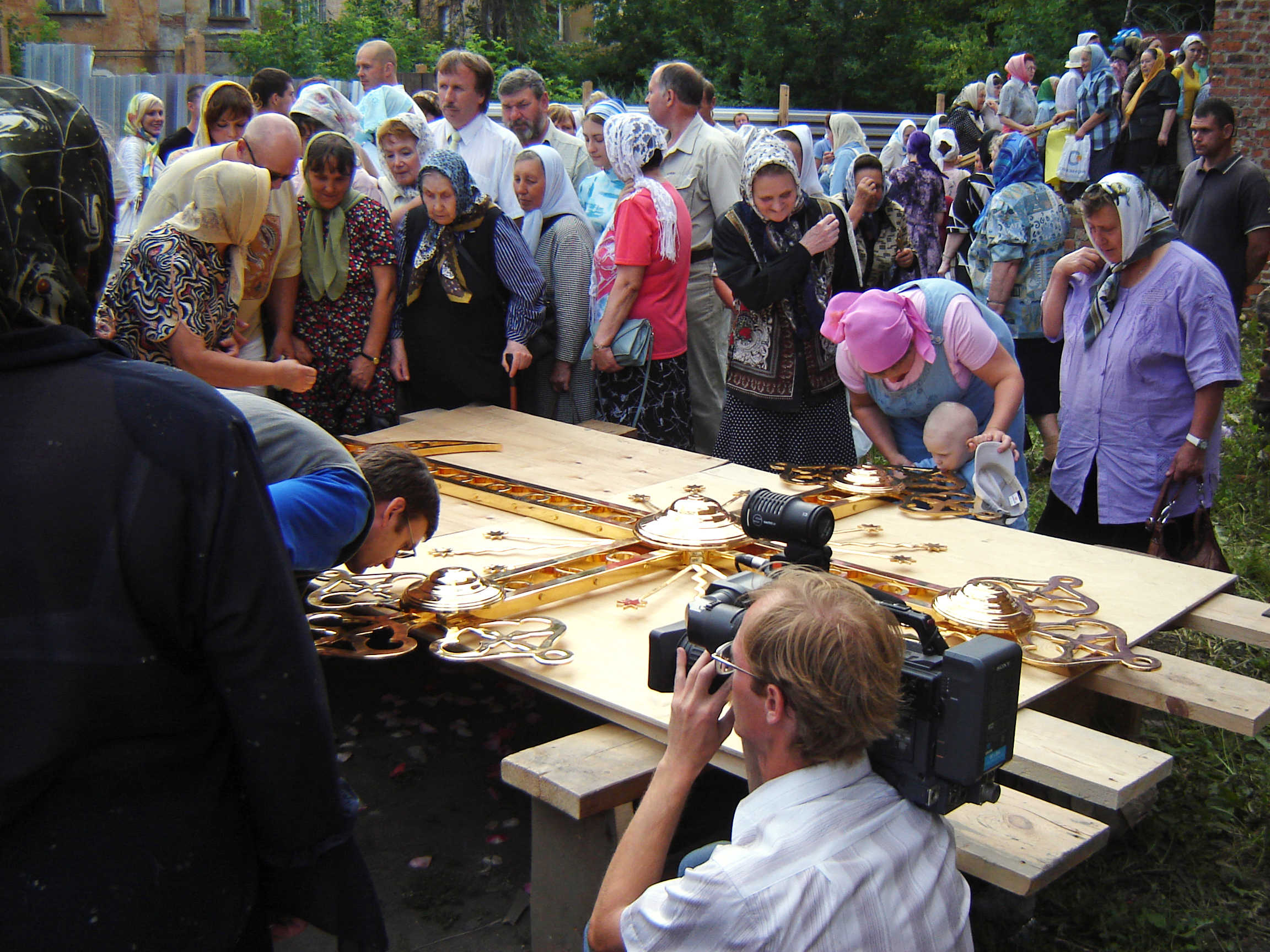
Einweihung des Kuppelkreuzes des Kasaner Klosters in Rjasan. Rjasan, 20. Juli 2007.

Im Oktober 2007 wurde im Kloster die Theologische Frauenschule der Diözese Rjasan eröffnet, die aus der Schule für Priesterinnen und Diakonissen des Orthodoxen Theologischen Seminars Rjasan hervorgegangen ist (Beschluss des Heiligen Synods vom 21. August 2007, Journal Nr. 80).
Durch einen Beschluss des Heiligen Synods vom 23. Juni 2008 wurde Nonne Anna (Sytschugowa) zur Oberin des Kasaner Nonnenklosters ernannt.
Die noch vorhandenen Grabsteine wurden aus der Nekropole des ehemaligen Klosters entnommen und 2010 wurde dort ein Gedenkkreuz aufgestellt. Im Jahr 2019 wurde das Denkmal für Michail Michailowitsch Gajdukow, das sich vor der Auflösung des Friedhofs dort befand und bei einem Subbotnik auf dem Gelände des Rjasaner „Hauses der Künstler“ entdeckt wurde, in die Nekropole des ehemaligen Klosters zurückgebracht, ebenso wie eine Reihe von Grabsteinen (Subkow und Kaufmann Selantjew), deren Herkunft derzeit unbekannt ist.

## Die Heiligtümer des Klosters
- die auf wundersame Weise enthüllte Ikone der Gottesmutter von Kasan
- die Arche mit einem Teil der Reliquien des heiligen Apostels Simon Zelotes
- die Arche mit einem Teil der Reliquien der seligen Ljubow von Rjasan
- die Ikone von Petrus und Fewronia von Murom mit einem Teil der Reliquien
- die Ikone mit einem Teil der Reliquien des seligen Basilius von Kadom
- die Ikone der Gottesmutter „Kaplunowskaja“
- die Ikone der Gottesmutter „Unserer Lieben Frau der baldigen Hoffnung“
- die Athos-Ikone des Heiligen Pantaleon, des großen Märtyrers und Heilers
- die wundertätige Ikone des Heiligen Nikolaus, Erzbischof von Myra in Lykien
- die Arche mit einem Teil der Reliquien der ehrwürdigen Anna von Sresnewskaja
- die verehrte Ikone der Gottesmutter von Kasan

## Kirchliche Festtage
- Ikone der Gottesmutter von Kasan – 21. Juli (Erscheinung der Ikone der Gottesmutter in Kasan), 4. November (Befreiung Moskaus und ganz Russlands von der Invasion der Polen im Jahr 1612)
- Heilige Barbara von Nikomedien – 17. Dezember
- Charalampes von Magnezia – 23. Februar (Tag der Ruhe)
- Heiliger Sergius von Radonesch – 18. Juli (Entdeckung der schönen Reliquien), 8. Oktober (Präsentation)[8]